# ملكة جمال أمريكا 1921
ما سصبح يُعرف باسم مسابقة ملكة جمال أمريكا الأولى ، كانت بدايتها في عام 1921 ، نشاطًا مصممًا لجذب السياح لتمديد عطلة نهاية الأسبوع في عيد العمال والاستمتاع بالاحتفالات في أتلانتيك سيتي، نيو جيرسي. اجتذبت مسابقة جمال المدينة بين أتلانتيك سيتي، كما كان يطلق عليها في البداية، أكثر من 1500 صورة فوتوغرافية من جميع أنحاء البلاد، وكلها تتنافس للفوز بجائزة «حورية البحر الذهبية» وجوائز نقدية.

## النتائج
| النتائج النهائية      | اسم المتنافسة                     |
| --------------------- | --------------------------------- |
| ملكة جمال أمريكا 1921 | - واشنطن العاصمة - مارغريت جورمان |
| الأول - محترف         | - مدينة نيويورك - فيرجينيا لي     |
| الأول - الهواة        | - كامدن - كاثرين جيرون            |
| الأول - ريفو باثرز    | - واشنطن العاصمة - مارغريت جورمان |